# ریوتارو ناکامورا
ریوتارو ناکامورا (ژاپنی: 中村 亮太朗؛ زادهٔ ۲۷ سپتامبر ۱۹۹۷) یک بازیکن فوتبال اهل ژاپن است.
از باشگاه‌هایی که در آن بازی کرده‌است می‌توان به باشگاه فوتبال ونتفورت کوفو اشاره کرد.